# Fosfodiesterasa 2
La fosfodiesterasa 2 HGNC PDE2A  (EC 3.1.4.17) es una enzima que cataliza la reacción de hidrólisis del fosfato cíclico del adenosín monofosfato cíclico (cAMP) y del guanosín monofosfato cíclico (cGMP), que son reguladores clave de muchos procesos fisiológicos importantes.
cAMP + H2O {\displaystyle \rightleftharpoons } AMP
cGMP + H2O {\displaystyle \rightleftharpoons } GMP
Esta enzima es uno de los 11 tipos de fosfodiesterasas cíclicas conocidos (PDE1-PDE11). En el ser humano se conoce una isozima de esta proteína (PDE2A) y tres isoformas (PDE2A3, PDE2A1 y PDE2A2).
Se presenta como homodímero y tiene como localización celular las membranas. La fosfodiesterasa 2 se expresa en el cerebro y en una menor cantidad en el corazón, placenta, pulmones, músculo esquelético, riñón y páncreas. Se une a dos cationes metálicos divalentes por subunidad. El sitio 1 es ocupado preferentemente por iones zinc, mientras que el sitio 2 tiene preferencia por los iones magnesio y manganeso. Contiene dos dominios tipo GAF. El dominio GAF1 funciona como un dominio de dimerización, mientras que el dominio GAF2 se une al cGMP que causa la activación alostérica de la enzima.